# Stijn Streuvels
Stijn Streuvels (1871-1969) és el pseudònim de Frank Lateur, un escriptor belga que escriu en neerlandès.

## Biografia
Va néixer a Heule, el 3 d'octubre del 1871, com tercer fill de Kamiel Lateur i Marie-Louise Gezelle, la germana petita del poeta Guido Gezelle (1830-1899). Va començar com a flequer, però des del 1905 va dedicar-se a temps complet a l'escriptura. En aquest any va casar-se amb Alida Staelens amb qui va tenir quatre fills: Paula, Paul, Dina (Prutske) i Isa. La jove família va instal·lar-se a la nova torre familiar, anomenat «Het Lijsternest» (El niu del tord), al cim d'un petit pujol a Ingooigem. Va aprofitar la dotació dels dos premis quinquennals per a construir-la (1905) i eixamplar-la (1910). El disseny és de l'arquitecte Jozef Vierin (1872-1949). Artistes, amics seus, van participar en la decoració interior. Destaca pel seu escriptori, amb finestra llarga que dona una vista oberta als camps, en dies clars fins enllà del riu Escalda, ambient de moltes de les seves novel·les.

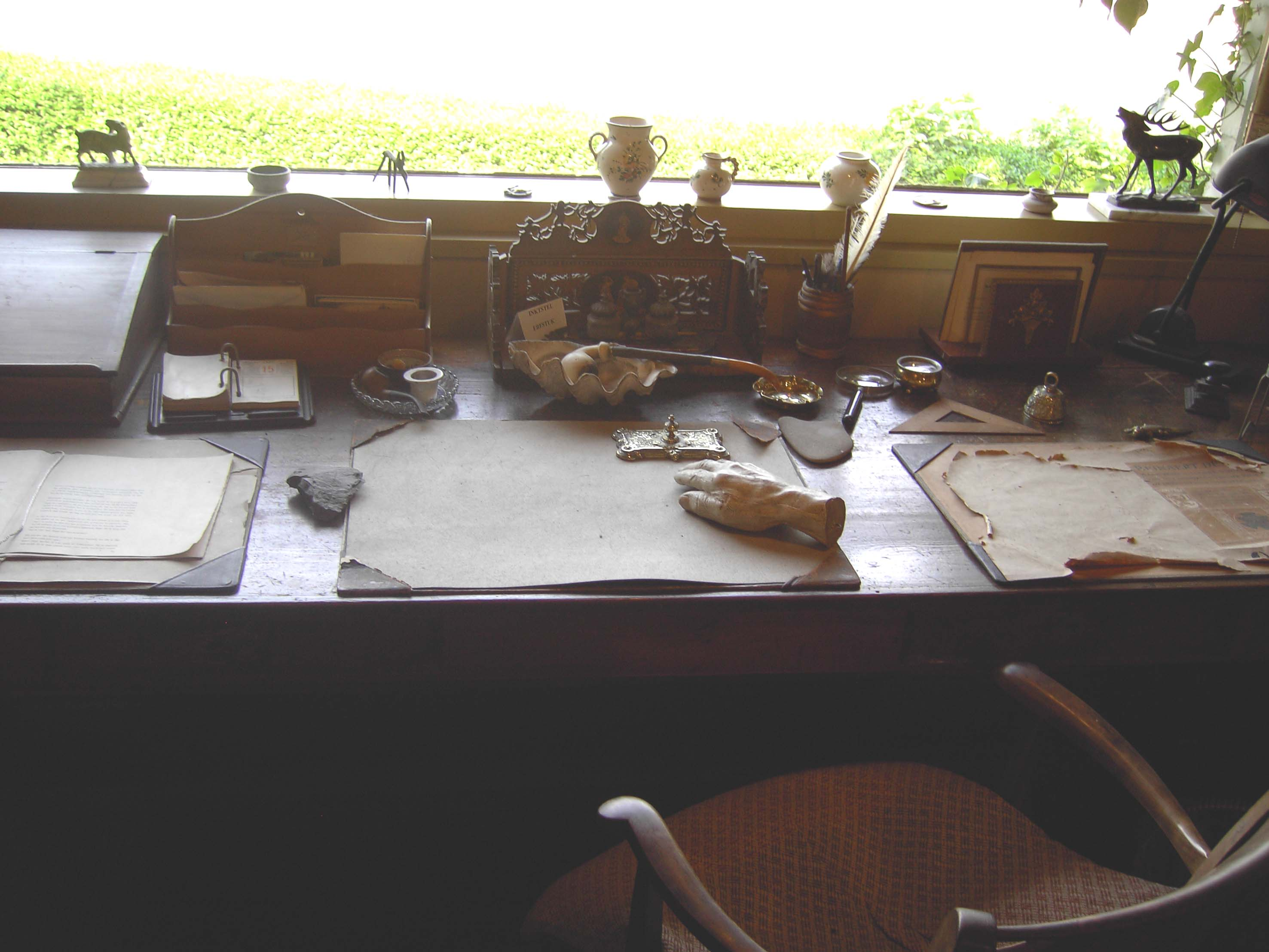
Escriptori i finestra panoràmica

La seva obra es caracteritza per un naturalisme romàntic en un neerlandès autocreat - a la fi del segle xix la situació del neerlandès a Bèlgica era precària i la llengua poc ensenyada no tenia gaire prestigi - i conta la vida dura dels ajudants rurals i masovers, els conflictes entre generacions, entre modernitat i tradició.
Va morir a Ingooigem (Anzegem) el 15 d'agost de 1969.
El panorama, la torre Lijsternest, la seva biblioteca i l'inventari han sigut llistat com monuments el 2004. Des de 1980 és oberta al públic com a museu. El carrer avui porta el seu nom: Stijn Streuvelsstraat. Una part important del seu arxiu es conserva a la Casa de les Lletres a Anvers.

## Unes obres destacades
Traduït en català
No hi ha cap traducció coneguda
En neerlandès
- Langs de wegen (1903, Arran dels camins), primera novel·la sobre la vida tràgica d'un macip a quadra
- De Vlaschaard (1907, El camp de llí), una història de les generacions a un mas, d'un naturalisme fatalista en estil de Zola amb elements romàntics.[3] Traduït en castellà com a El Campo de lino[5]
- De teleurgang van de waterhoek (1927, L'ocàs del barri del Waterhoek) Aquest llibre és una de les seves obres mestres. La primera edició del 1927 va rebre molta crítica, i per la seva «immoralitat» va ser proscrita a les biblioteques catòliques de Bèlgica, aleshores preponderants. Sota aquesta pressió, el 1939 Streuvels va publicar una versió autocensurada, a la qual va esborrar tot el que pogués ofendre l'església per massa sensual. En suprimir pàgines senceres que eren essencials per a comprendre l'evolució dels personatges i de la narració, quasi va destruir la seva pròpia obra. L'edició de les seves Obres Completes del 1972 contenia encara la versió «netejada».[6] Només el 1999 la versió original integral va ser publicada per l'editorial d'Angèle Manteau.[7] El 1971, Fons Rademakers en va realitzar una versió cinematogràfica amb un guió d'Hugo Claus, amb el títol de Mira.
- La trilogia Werkmensen (1926, Obrers) amb la novel·la curta Leven en dood in den ast (Vida i mort al forn de xicoira)

Una bibliografia completa es troba a la Biblioteca digital de la literatura neerlandesa

## Reconeixement
Va rebre molts guardons, dels quals destaquen:
- Premi quinquennal de Literatura de l'Estat (1905 i 1910)[3]
- Doctor honoris causa a Münster, el 1943, després de l'estrena de la pel·lícula inspirada de la novel·la De Vlaschaard
- Premi Scriptores Catolici (1950)
- Premi de les Lletres neerlandeses per la seva obra completa, de la Unió de la Llengua Neerlandesa (1962)